# Rudolf von Bessel
Hugo Heinrich Viktor Rudolf von Bessel (* 6. Februar 1810 in Liegnitz, Provinz Schlesien; † 26. Oktober 1894 in Dresden) aus dem Adelsgeschlecht derer von Bessel war ein preußischer Generalleutnant.

## Leben

### Herkunft
Er gehörte einem aus dem Hochstift Minden stammenden Geschlecht an, dessen Stammvater der fürstbischöfliche Oberamtmann und Kammerrat zu Petershagen, Engelbert Bessel († 1567), war. Der fürstbischöfliche Geheime Rat und Kanzler Johann Bessel erhielt 1630 eine braunschweig-lüneburgische Adelsanerkennung, nämlich des angeblich 1494 seinem Vorfahren, dem kaiserlichen Obersten Jobst Bessel, erteilten Reichsadelsstandes. In Preußen erhielten die Nachkommen des preußischen Oberstleutnants Leopold Bessel (1792–1879), der sich seit etwa 1813 des Adelsprädikats bediente, erst 1911 eine förmliche Adelsbestätigung.
Rudolf war ein Sohn des preußischen Oberstleutnants und Brigadiers der 6. Gendarmerie-Brigade Ferdinand von Bessel (1770–1821) und dessen Ehefrau Wilhelmine, geborene von Zschüschen (1789–1869).

### Werdegang
Bessel besuchte die Kadettenhäuser in Potsdam und Berlin. Am 18. August 1836 wurde er als Sekondeleutnant dem 6. Infanterie-Regiment der Preußischen Armee aggregiert und zwei Monate später einrangiert. Zur weiteren Ausbildung absolvierte er ab Oktober 1840 für drei Jahre die Allgemeine Kriegsschule. Vom 5. April 1844 bis zum 24. Januar 1850 war Bessel Adjutant des II. Bataillons und avancierte am 10. Januar 1850 zum Premierleutnant. Anschließend kommandierte man ihn bis Ende September 1854 als Kompanieführer im II. Bataillon des 6. Landwehr-Regiments nach Freystadt. In dieser Zeit wurde er am 12. Oktober 1852 zum Hauptmann befördret. Nach seiner Rückkehr in das 6. Infanterie-Regiment wurde er am 7. Juli 1857 zum Kompaniechef ernannt. Als Major erfolgte am 12. November 1864 seine Ernennung zum Kommandeur des I. Bataillons im 1. Niederschlesischen Infanterie-Regiment Nr. 46. In dieser Eigenschaft nahm Bessel 1866 während des Krieges gegen Österreich an den Kämpfen bei Nachod, Skalitz, Schweinschädel, Gradlitz und Königgrätz teil.
Nach dem Friedensschluss wurde er am 20. September 1866 zum Oberstleutnant befördert und für sein Wirken mit dem Roten Adlerorden IV. Klasse mit Schwertern ausgezeichnet. Am 9. Juni 1868 erfolgte seine Versetzung als Kommandeur des 3. Oberschlesischen Infanterie-Regiment Nr. 62 nach Glatz. Dort stieg er am 3. Juli 1868 zum Oberst auf. Im folgenden Jahr führte Bessel sein Regiment im Krieg gegen Frankreich bei der Belagerung von Paris sowie den Gefechten bei Villejuif, Vitry, Fort d’Ivry, Bicetre, Chevilly, Bagneux und Chatillon. Am 1. Mai 1871 wurde er zur Führung der 22. Infanterie-Brigade und vom 7. Juni bis zum 8. Juli 1871 zur Führung der 24. Infanterie-Brigade kommandiert. Für sein Wirken mit beiden Klassen des Eisernen Kreuzes ausgezeichnet, wurde Bessel am 4. Februar 1873 unter Stellung à la suite zum Kommandeur der 26. Infanterie-Brigade in Minden ernannt sowie am 22. März 1873 zum Generalmajor befördert. Anlässlich des Ordensfestes erhielt er im Januar 1877 den Roten Adlerorden II. Klasse mit Eichenlaub und Schwertern am Ringe. Unter Verleihung des Charakters als Generalleutnant wurde er am 8. September 1877 mit Pension zur Disposition gestellt. Er starb am 26. Oktober 1894 in Dresden.

### Familie
Bessel heiratete am 28. Oktober 1846 in Liegnitz Henriette Freiin von Buddenbrock (1822–1887). Das Paar hatte mehrere Kinder:
- Marie (1847–1880) ⚭ 1872 Arthur von Wiese und Kaiserswaldau († 1843), Oberst a. D.[4]
- Hans (* 1850), preußischer Leutnant a. D. ⚭ Ottilie Miketta (* 1852)